# Leptopteris moorei
Leptopteris moorei är en safsaväxtart som först beskrevs av Bak., och fick sitt nu gällande namn av Christ. Leptopteris moorei ingår i släktet Leptopteris och familjen Osmundaceae. Inga underarter finns listade.